# 绍伦塞
绍伦塞是葡萄牙布拉加区的一个堂区。总面积7.51平方公里，总人口582人，人口密度77.5人/平方公里。